# Плодни полумесец
Плодни полумесец се налази у југозападној Азији и североисточној Африци, а састоји се од плодних подрегиона Месопотамије и Леванта. Кроз овај регион протичу четири велике реке: Нил, Јордан, Еуфрат и Тигар. С јужне стране је омеђен Сиријском пустињом а са северне Анадолијом. Протеже се од источне обале Средоземног мора до Персијског залива захватајући територију површине између 400.000 и 500.000 km². Због богатог историјског наслеђа ово подручје се често назива колевком цивилизације и сматра се местом настанка писмености и открића точка.
Назив Плодни полумесец је сковао амерички археолог Џејмс Хенри Брестед (енгл. James Henry Breasted) са Универзитета у Чикагу инспирисан чињеницом да је реч о плодној територији чији облик подсећа на полумесец. Ововремене државе чије се територије налазе сасвим или једним делом унутар Плодног полумесеца су Ирак, Израел (са Палестином), Јордан, Либан, Сирија, део североисточног Египта и мали део југозападне Турске као и западног Ирана.
Сматра се да је Плодни полумесец прва регија у којој се појавила пољопривреда када су људи започели процес чишћења и модификације природне вегетације како би узгајали новоприпитомљене биљке као усеве. Као резултат тога, ране људске цивилизације као што је Сумер у Месопотамији доживеле су процват. Технолошки напредак у региону укључује развој пољопривреде и употребу наводњавања.

## Терминологија
Термин „Плодни полумесец“ популаризовао је археолог Џејмс Хенри Брестед у делима Основе европске историје (1914) и Античка времена, историја раног света(1916). Он је написао:
Он лежи као војска окренута према југу, са једним крилом који се протеже дуж источне обале Средоземног мора, а другим сеже до Персијског залива, док је центар окренут леђима северним планинама. Крај западног крила је Палестина; Асирија чини велики део центра; док је крај источног крила Вавилонија. [...] Овај велики полукруг, због недостатка имена, може се назвати Плодни полумесец.
У антици не постоји јединствени термин за овај регион. У време када је Брестед писао, то је отприлике одговарало територијама Отоманског царства које су уступљене Британији и Француској у Споразуму Сајкс-Пикота. Историчар Томас Шефлер је приметио да је Брестед пратио тренд у западној географији да „пребрише класичне географске разлике између континената, земаља и предела великим, апстрактним просторима“, повлачећи паралеле са радом Халфорда Макиндера, који је концептуализовао Евроазију као 'стожер', подручје“ окружено 'унутрашњим полумесецом', Блиским истоком Алфреда Тајера Махана и Mitteleuropa Фридриха Наумана.

## Биодиверзитет и клима
Плодни полумесец је имао много различитих клима, а велике климатске промене подстакле су еволуцију многих једногодишњих биљака типа „р“, које дају више јестивог семена од вишегодишњих биљака типа „К“. Драматична разноликост у надморској висини у региону довела је до многих врста јестивих биљака за ране експерименте у узгоју. Оно што је најважније, Плодни полумесец је био дом осам неолитских оснивачких усева важних у раној пољопривреди (то су дивљи преци емер пшенице, лимца, јечма, лана, леблебије, грашка, сочива, горке грахорице) и четири од пет најважнијих врсте домаћих животиња — краве, козе, овце и свиње; у близини је живела пета врста, коњ. Флора плодног полумесеца обухвата висок проценат биљака које могу да се самоопрашују, али могу бити и унакрсно опрашиване. Ове биљке, назване „селфери“, биле су једна од географских предности овог подручја, јер нису зависиле од других биљака за репродукцију.

## Историја
Поред тога што поседује многа налазишта са скелеталним и културним остацима предмодерних и раних модерних људи (нпр. у пећинама Табун и Ес Скул у Израелу), каснијих плеистоценских ловаца-сакупљача и епипалеолитских полуседентарних ловаца-сакупљача (нпр. Натуфијани), плодни полумесец је најпознатији по својим локалитетима везаним за порекло пољопривреде. Западна зона око река Јордана и горњег Еуфрата довела је до првих познатих неолитских земљорадничких насеља (који се називају предгрнчарски неолит А (PPNA), који датирају од око 9.000 година пре нове ере и укључују веома древна налазишта као што су Гобекли Тепе, Чога Голан и Џерихон (Тел ес-Султан).
Овај регион, поред Месопотамије (на грчком значи „између река“, између река Тигра и Еуфрата, лежи на истоку Плодног полумесеца), такође је доживео појаву раних сложених друштава током следећег бронзаног доба. Такође постоје рани докази из региона о писању и формирање хијерархијских друштава на државном нивоу. Ово је региону донело надимак „колевка цивилизације”.
У овом крају су се прве библиотеке појавиле пре око 4.500 година. Најстарије познате библиотеке налазе се у Нипуру (у Сумеру) и Ебли (у Сирији), обе од око 2500. п. н. е..
Тигрис и Еуфрат извиру у планинама Таурус данашње Турске. Пољопривредници у јужној Месопотамији морали су сваке године да заштите своја поља од поплава. Северна Месопотамија је имала довољно кише да омогући пољопривреду. За заштиту од поплава правили су насипе.

### Рана припитомљавања
Праисторијске смокве без семена откривене су у Гилгалу I у долини Јордана, што сугерише да су стабла смокава сађена пре неких 11.400 година. Житарице су се узгајале у Сирији још пре 9.000 година. Мале мачке (Felis silvestris) су такође припитомљене на овим просторима. Такође, махунарке укључујући грашак, сочиво и леблебија су доместиковане на овим просторима.